# Whiteochloa multiciliata
Whiteochloa multiciliata là một loài thực vật có hoa trong họ Hòa thảo. Loài này được Lazarides miêu tả khoa học đầu tiên năm 1978.